# Гончаров, Николай Фёдорович
Николай Фёдорович Гончаров (1900—1942) — советский ботаник, специалист по бобовым и норичниковым растениям.

## Биография
Николай Фёдорович Гончаров родился в Варшаве 21 июля 1900 года. Отец — инженер. Учился в Варшавской гимназии, в 1915 году переехал в Петербург, где продолжил обучение, однако вскоре был зачислен на военную службу.
До 1920 года Николай Фёдорович работал в Мастерской школьных пособий, где составлял гербарии. Затем был препаратором в Ленинградском географическом институте (впоследствии — части Ленинградского университета). С 1921 года Гончаров также работал в Ботаническом саду РСФСР, с 1928 года — старший научный сотрудник. В 1926 году поступил на географический факультет Ленинградского университета, окончил его в 1931 году. 9 декабря 1941 года Гончаров защитил диссертацию на звание доктора биологических наук, посвящённую роду Астрагал.
Гончаров принимал участие во множестве ботанических экспедиции по СССР, большей частью по Средней Азии. С 1934 по 1941 он работал на Таджикистанской базе АН СССР.
Николай Фёдорович Гончаров умер в блокадном Ленинграде 10 февраля 1942 года от воспаления лёгких.
Первые публикации Гончарова (с 1924 года) были посвящены тропическому роду растений Симплокос. Последующие статьи обрабатывают в основном бобовые, норичниковые, крушиновые, губоцветные и крестоцветные. Гончаров был автором основной части 12 тома «Флоры СССР» (1942), посвящённого роду Астрагал.

## Род и некоторые виды растений, названные в честь Н. Ф. Гончарова
- Gontscharovia Boriss., 1953 — Гончаровия
- Astragalus gontscharovii Vassilcz., 1946
- Cousinia gontscharowii Juz., 1937
- Nepeta gontscharovii Kudr., 1947
- Onobrychis gontscharowii Vassilcz., 1940
- Salvia gontscharowii Kudr., 1938
- Scutellaria gontscharovii Juz., 1951
- Trigonella gontscharovii Vassilcz., 1945
- Zygophyllum gontscharovii Boriss., 1949